# HC Oceláři Třinec v české hokejové extralize 2007/2008

## Fakta
- (28.10.2007) Třinec vyhrál v Pardubicích 5:4. Po 3 brankách vsítil Petr Sýkora (HC Moeller Pardubice) a Rostislav Martynek HC Oceláři Třinec

- Hokejový útočník David Moravec je novou posilou Třince. Čtyřiatřicetiletý olympijský vítěz z Nagana předčasně rozvázal kontrakt s Wolfsburgem a dnes v klubu podepsal smlouvu na rok a půl. První zápas odehraje 2.12.2007 v Třinci proti Kladnu

- (1.12.2007) – Vedení hokejového Třince po prohře se Znojmem (26 kolo) odvolalo trenéra Pavla Marka. Tým pod jeho vedením už v osmi utkáních po sobě nedosáhl plného tříbodového zisku. Novým koučem se stal Břetislav Kopřiva, který vedl juniory. Asistentem nedále zůstává Jiří Juřík.

- (14.12.2007) Peter Barinka podepsal s Třincem smlouvu do konce sezóny.[1]

- Zápas 40 kola základní části hokejové extraligy mezi Kladnem a Třincem vyhrál domácí tým kontumačně 5:0. Za Třinec totiž neoprávněně nastoupil útočník Peter Barinka, který ve 40. kole již nastoupil v listopadové předehrávce za Zlín proti Spartě Praha. Oceláři mají navíc zaplatit pokutu 10.000 korun. Třinec původně podlehl Kladnu 0:3. Beru to na sebe, že jsem to neohlídal, sypal si popel na hlavu nešťastný vedoucí třineckého mužstva Aleš Mach.

## Základní část

### HC Znojemští Orli
- 19.10.2007 HC Znojemští Orli – HC Oceláři Třinec 1 : 4 (0 : 1, 1 : 2, 1 : 1)
- 30.11.2007 HC Oceláři Třinec – HC Znojemští Orli 2 : 3 (1 : 0, 0 : 1, 1 : 2)
- 08.01.2008 HC Znojemští Orli – HC Oceláři Třinec 6 : 0 (1 : 0, 1 : 0, 4 : 0)
- 21.02.2008 HC Oceláři Třinec – HC Znojemští Orli 5 : 1 (2 : 0, 3 : 0, 0 : 1)

### HC Sparta Praha
- 14.10.2007 HC Oceláři Třinec – HC Sparta Praha 2 : 0 (1 : 0, 0 : 0, 1 : 0)
- 25.11.2007 HC Oceláři Třinec – HC Sparta Praha 3 : 5 (1 : 2, 1 : 2, 1 : 1)
- 06.01.2008 HC Sparta Praha – HC Oceláři Třinec 5 : 2 (1 : 0, 2 : 1, 2 : 1)
- 17.02.2008 HC Sparta Praha – HC Oceláři Třinec 0 : 3 (0 : 0, 0 : 2, 0 : 1)

### HC Slovan Ústečtí Lvi
- 09.10.2007 HC Oceláři Třinec – HC Slovan Ústečtí Lvi 4 : 1 (0 : 0, 2 : 1, 2 : 0)
- 20.11.2007 HC Slovan Ústečtí Lvi – HC Oceláři Třinec 3 : 2 PP (0 : 1, 1 : 1, 1 : 0, 1 : 0) rozhodující branku v prodloužení dal v 65.minutě David Pojkar
- 02.01.2008 HC Oceláři Třinec – HC Slovan Ústečtí Lvi 7 : 3 (2 : 0, 1 : 2, 4 : 1)
- 13.02.2008 HC Slovan Ústečtí Lvi – HC Oceláři Třinec 2 : 6 (2 : 3, 0 : 3, 0 : 0)

### HC Lasselsberger Plzeň
- 05.10.2007 HC Oceláři Třinec – HC Lasselsberger Plzeň 4 : 1 (2 : 1, 1 : 0, 1 : 0)
- 15.11.2007 HC Lasselsberger Plzeň – HC Oceláři Třinec 3 : 4 SN (0 : 0, 1 : 1, 2 : 2, 0 : 0, 1 : 2) – rozhodující penaltu proměnil Jan Peterek
- 28.12.2007 HC Oceláři Třinec – HC Lasselsberger Plzeň 5 : 2 (0 : 1, 2 : 1, 3 : 0)
- 01.02.2008 HC Lasselsberger Plzeň – HC Oceláři Třinec 7 : 1 (2 : 0, 3 : 0, 2 : 1)

### HC Vítkovice Steel
- 02.10.2007 HC Vítkovice Steel – HC Oceláři Třinec 2 : 3 SN (0 : 2, 1 : 0, 1 : 0, 0 : 0, 0 : 2) – rozhodující penaltu proměnil Miroslav Zálešák
- 18.11.2007 HC Oceláři Třinec – HC Vítkovice Steel 2 : 6 (2 : 1, 0 : 2, 0 : 3)
- 30.12.2007 HC Vítkovice Steel – HC Oceláři Třinec 2 : 4 (1 : 2, 0 : 1, 1 : 1)
- 03.02.2008 HC Oceláři Třinec – HC Vítkovice Steel 4 : 1 (0 : 0, 0 : 1, 4 : 0)

### Bílí Tygři Liberec
- 30.09.2007 Bílí Tygři Liberec – HC Oceláři Třinec 4 : 2 (0 : 1, 2 : 0, 2 : 1)
- 14.11.2007 Bílí Tygři Liberec – HC Oceláři Třinec 5 : 2 (0 : 0, 3 : 0, 2 : 2)
- 26.12.2007 HC Oceláři Třinec – Bílí Tygři Liberec 3 : 1 (0 : 1, 1 : 0, 2 : 0)
- 27.01.2008 HC Oceláři Třinec – Bílí Tygři Liberec 4 : 1 (2 : 1, 1 : 0, 1 : 0)

### RI Okna Zlín
- 28.09.2007 HC Oceláři Třinec – RI Okna Zlín 8 : 2 (3 : 0, 2 : 2, 3 : 0) – hetrik Jan Peterek
- 04.11.2007 RI Okna Zlín – HC Oceláři Třinec 3 : 1 (1 : 0, 1 : 0, 1 : 1)
- 23.12.2007 HC Oceláři Třinec – RI Okna Zlín 5 : 2 (1 : 2, 3 : 0, 1 : 0)
- 08.02.2008 RI Okna Zlín – HC Oceláři Třinec 4 : 2 (0 : 2, 2 : 0, 2 : 0)

### HC Slavia Praha
- 25.09.2007 HC Slavia Praha – HC Oceláři Třinec 5 : 2 (1 : 2, 1 : 0, 3 : 0)
- 02.11.2007 HC Oceláři Třinec – HC Slavia Praha 4 : 0 (1 : 0, 2 : 0, 1 : 0)
- 21.12.2007 HC Slavia Praha – HC Oceláři Třinec 1 : 2 SN (0 : 1, 0 : 0, 1 : 0, 0 : 0, 2 : 3) – rozhodující penaltu proměnil David Moravec
- 22.01.2008 HC Oceláři Třinec – HC Slavia Praha 2 : 1 (0 : 0, 1 : 1, 1 : 0)

### HC Moeller Pardubice
- 23.09.2007 HC Oceláři Třinec – HC Moeller Pardubice 2 : 3 SN (0 : 1, 0 : 1, 2 : 0, 0 : 0, 0 : 2) – rozhodující penaltu proměnil Libor Pivko
- 28.10.2007 HC Moeller Pardubice – HC Oceláři Třinec 4 : 5 (2 : 2, 1 : 1, 1 : 2) – hetrik Rostislav Martynek
- 19.12.2007 HC Oceláři Třinec – HC Moeller Pardubice 2 : 6 (1 : 3, 1 : 1, 0 : 2)
- 20.01.2008 HC Moeller Pardubice – HC Oceláři Třinec 4 : 2 (0 : 2, 0 : 0, 4 : 0)

### HC Litvínov
- 21.09.2007 HC Litvínov – HC Oceláři Třinec 4 : 2 (1 : 1, 2 : 1, 1 : 0)
- 26.10.2007 HC Oceláři Třinec – HC Litvínov 3 : 2 SN (1 : 1, 0 : 1, 1 : 0, 1 : 0) – rozhodující penaltu proměnil Miroslav Zálešák
- 07.12.2007 HC Litvínov – HC Oceláři Třinec 1 : 2 PP (0 : 0, 0 : 0, 1 : 1, 0 : 1)
- 18.01.2008 HC Oceláři Třinec – HC Litvínov 2 : 3 SN (0 : 0, 1 : 2, 1 : 0, 0 : 0) – rozhodující penaltu proměnil Martin Jenáček

### HC GEUS OKNA Kladno
- 14.09.2007 HC Oceláři Třinec – HC GEUS OKNA Kladno 3 : 4 SN (2 : 1, 1 : 0, 0 : 2, 0 : 0, 0 : 2) – rozhodující penaltu proměnil Jaroslav Kalla
- 21.10.2007 HC GEUS OKNA Kladno – HC Oceláři Třinec 1 : 2 (1 : 0, 0 : 0, 0 : 2)
- 02.12.2007 HC Oceláři Třinec – HC GEUS OKNA Kladno 0 : 3 (0 : 1, 0 : 1, 0 : 1)
- 11.01.2008 HC GEUS OKNA Kladno – HC Oceláři Třinec 5 : 0 Kontumováno

### HC Mountfield České Budějovice
- 12.10.2007 HC Mountfield České Budějovice – HC Oceláři Třinec 2 : 0 (1 : 0, 0 : 0, 1 : 0)
- 22.11.2007 HC Oceláři Třinec – HC Mountfield České Budějovice 3 : 6 (0 : 1, 1 : 4, 2 : 1)
- 04.01.2008 HC Mountfield České Budějovice – HC Oceláři Třinec 4 : 1 (1 : 1, 1 : 0, 2 : 0)
- 15.02.2008 HC Oceláři Třinec – HC Mountfield České Budějovice 2 : 4 (0 : 0, 2 : 3, 0 : 1)

### HC Energie Karlovy Vary
- 16.09.2007 HC Energie Karlovy Vary – HC Oceláři Třinec 1 : 0 SN (0 : 0, 0 : 0, 0 : 0, 0 : 0, 1 : 0) – rozhodující penaltu proměnil Marek Melenovský
- 23.10.2007 HC Oceláři Třinec – HC Energie Karlovy Vary 4 : 1 (2 : 0, 2 : 1, 0 : 0) 700.zápas HC Oceláři Třinec v extralize
- 04.12.2007 HC Energie Karlovy Vary – HC Oceláři Třinec 1 : 2 (1 : 0, 0 : 1, 0 : 1)
- 13.01.2008 HC Oceláři Třinec – HC Energie Karlovy Vary 3 : 4 (1 : 0, 0 : 1, 2 : 3)

## Play-off -Sezona 2007 / 2008
|  | Čtvrtfinále      | Čtvrtfinále  |                  |   | Semifinále | Semifinále |  |  | Finále | Finále |
|  |                  |              |                  |   |            |            |  |  |        |        |
|  |                  |              |                  |   |            |            |  |  |        |        |
|  | České Budějovice | 4            |                  |   |            |            |  |  |        |        |
|  | České Budějovice | 4            |                  |   |            |            |  |  |        |        |
|  | Kladno           | 1            |                  |   |            |            |  |  |        |        |
|  | Kladno           | 1            | České Budějovice | 3 |            |            |  |  |        |        |
|  |                  |              | České Budějovice | 3 |            |            |  |  |        |        |
|  |                  | Karlovy Vary | 4                |   |            |            |  |  |        |        |
|  | Karlovy Vary     | Karlovy Vary | 4                | 4 |            |            |  |  |        |        |
|  | Karlovy Vary     |              |                  | 4 |            |            |  |  |        |        |
|  | Litvínov         | 1            |                  |   |            |            |  |  |        |        |
|  | Litvínov         | 1            | Karlovy Vary     | 3 |            |            |  |  |        |        |
|  |                  |              | Karlovy Vary     | 3 |            |            |  |  |        |        |
|  |                  | Slavia Praha | 4                |   |            |            |  |  |        |        |
|  | Slavia Praha     | Slavia Praha | 4                | 4 |            |            |  |  |        |        |
|  | Slavia Praha     |              |                  | 4 |            |            |  |  |        |        |
|  | Třinec           | 1            |                  |   |            |            |  |  |        |        |
|  | Třinec           | 1            | Slavia Praha     | 4 |            |            |  |  |        |        |
|  |                  |              | Slavia Praha     | 4 |            |            |  |  |        |        |
|  |                  | Liberec      | 3                |   |            |            |  |  |        |        |
|  | Liberec          | Liberec      | 3                | 4 |            |            |  |  |        |        |
|  | Liberec          |              |                  | 4 |            |            |  |  |        |        |
|  | Sparta Praha     | 0            |                  |   |            |            |  |  |        |        |
|  | Sparta Praha     | 0            |                  |   |            |            |  |  |        |        |

## Play off (předkolo)

### HC Oceláři Třinec-HC Znojemští Orli3:0 na zápasy
1. utkání
| 24. únor 2008 | HC Oceláři Třinec | 4 – 1           | HC Znojemští Orli | Werk Arena |
|               | HC Oceláři Třinec | (2:0, 1:1, 1:0) | HC Znojemští Orli |            |

| Souhrn zápasu Report | Souhrn zápasu Report                                                               | Souhrn zápasu Report | Souhrn zápasu Report | Souhrn zápasu Report |
| -------------------- | ---------------------------------------------------------------------------------- | -------------------- | -------------------- | -------------------- |
|                      | 13:46 David Moravec 14:01 Zdeněk Skořepa 32:56 Jiří Polanský 58:23 Ľubomír Sekeráš |                      | 23:33 Petr Selingr   |                      |

2. utkání
| 25. únor 2008 | HC Oceláři Třinec | 5 – 2           | HC Znojemští Orli | Werk Arena |
|               | HC Oceláři Třinec | (0:0, 4:2, 1:0) | HC Znojemští Orli |            |

| Souhrn zápasu Report | Souhrn zápasu Report                                                                                   | Souhrn zápasu Report | Souhrn zápasu Report                    | Souhrn zápasu Report |
| -------------------- | --- | -------------------- | --------------------------------------- | -------------------- |
|                      | 21:31 Peter Barinka 23:05 Jan Steber 23:29 David Moravec 34:59 Juraj Štefanka 48:53 Rostislav Martynek |                      | 24:23 Ivo Kotaška 28:07 Radek Procházka |                      |

3. utkání
| 27. únor 2008 | HC Znojemští Orli | 1 – 2           | HC Oceláři Třinec | Hostan aréna Znojmo |
|               | HC Znojemští Orli | (0:0, 0:1, 1:1) | HC Oceláři Třinec |                     |

| Souhrn zápasu Report | Souhrn zápasu Report | Souhrn zápasu Report | Souhrn zápasu Report                     | Souhrn zápasu Report |
| -------------------- | -------------------- | -------------------- | ---------------------------------------- | -------------------- |
|                      | 59:58 Petr Selingr   |                      | 23:06 Lubomír Korhoň 57:08 Jiří Polanský |                      |

## Play off (čtvrtfinále)

### HC Oceláři Třinec-HC Slavia Praha1:4 na zápasy
1. utkání
| 5. březen 2008 | HC Slavia Praha | 4 – 1           | HC Oceláři Třinec | O2 arena |
|                | HC Slavia Praha | (3:0, 1:1, 0:0) | HC Oceláři Třinec |          |

| Souhrn zápasu Report | Souhrn zápasu Report                                                 | Souhrn zápasu Report | Souhrn zápasu Report | Souhrn zápasu Report |
| -------------------- | -------------------------------------------------------------------- | -------------------- | -------------------- | -------------------- |
|                      | 00:45 Jan Novák 10:14 Tomáš Žižka 13:34 Jan Novák 31:09 Jakub Klepiš |                      | 34:27 Lubomír Korhoň |                      |

2. utkání
| 5. březen 2008 | HC Slavia Praha | 1 – 2 SN              | HC Oceláři Třinec | O2 arena |
|                | HC Slavia Praha | (0:1, 0:0, 1:0 - 0:0) | HC Oceláři Třinec |          |

| Souhrn zápasu Report | Souhrn zápasu Report | Souhrn zápasu Report | Souhrn zápasu Report                             | Souhrn zápasu Report |
| -------------------- | -------------------- | -------------------- | ------------------------------------------------ | -------------------- |
|                      | 47:35 Petr Kadlec    |                      | 19:53 Peter Barinka rozhodující SN Peter Barinka |                      |

3. utkání
| 9. březen 2008 | HC Oceláři Třinec | 2 – 4           | HC Slavia Praha | Werk Arena |
|                | HC Oceláři Třinec | (0:1, 2:2, 0:1) | HC Slavia Praha |            |

| Souhrn zápasu Report | Souhrn zápasu Report                      | Souhrn zápasu Report | Souhrn zápasu Report                                                        | Souhrn zápasu Report |
| -------------------- | ----------------------------------------- | -------------------- | --------------------------------------------------------------------------- | -------------------- |
|                      | 28:33 Juraj Štefanka 39:51 Lubomír Korhoň |                      | 17:15 Tomáš Žižka 20:22 Josef Beránek 35:27 David Hruška 52:02 Jakub Klepiš |                      |

4. utkání
| 10. březen 2008 | HC Oceláři Třinec | 0 – 1           | HC Slavia Praha | Werk Arena |
|                 | HC Oceláři Třinec | (0:1, 0:0, 0:0) | HC Slavia Praha |            |

| Souhrn zápasu Report | Souhrn zápasu Report | Souhrn zápasu Report | Souhrn zápasu Report | Souhrn zápasu Report |
| -------------------- | -------------------- | -------------------- | -------------------- | -------------------- |
|                      |                      |                      | 19:59 Michal Sup     |                      |

5. utkání
| 12. březen 2008 | HC Slavia Praha | 3 – 2 PP              | HC Oceláři Třinec | O2 arena |
|                 | HC Slavia Praha | (1:1, 0:1, 1:0 - 1:0) | HC Oceláři Třinec |          |

| Souhrn zápasu Report | Souhrn zápasu Report                                                | Souhrn zápasu Report | Souhrn zápasu Report                     | Souhrn zápasu Report                |
| -------------------- | ------------------------------------------------------------------- | -------------------- | ---------------------------------------- | ----------------------------------- |
|                      | 08:41 David Hruška 42:44 Vladimír Růžička ml. PP 65:44 Jakub Klepiš |                      | 05:13 Jiří Polanský 30:11 Martin Výborný | Diváků: 6 690 Rozhodčí: Pavel Hodek |

### Statistiky HC Oceláři Třinec
| Základní část | Základní část | Základní část | Základní část | Play off | Play off | Play off | Play off |
| Ročník        | Útočníci      | Obránci       | Brankáři      | Útočníci | Obránci  | Brankáři |          |
| ------------- | ------------- | ------------- | ------------- | -------- | -------- | -------- | -------- |
| 2007/2008     | Zde           | Zde           | Zde           | Zde      | Zde      | Zde      |          |

## Hráli za Třinec
- Brankáři Martin Vojtek (38 ZČ + 8 play off) • Roman Čechmánek (18 ZČ) • Lukáš Daneček (2 ZČ) • Marek Novotný (1 ZČ)
- Obránci Tomáš Malec • Ľubomír Sekeráš • Daniel Seman • Ivan Švarný • Tomáš Pácal • Jan Výtisk • Vlastimil Kroupa • Tomáš Kundrátek • Jānis Andersons • Jakub Kania • Martin Výborný • Martin Balčík
- Útočníci Jan Peterek –  • Miroslav Zálešák • Jiří Polanský • Roman Tomas • Laris Darzinš • Juris Stals • Zdeněk Skořepa • Juraj Štefanka • Rostislav Martynek • Lubomír Korhoň • Zbyněk Hampl • Marcin Kolusz • Jan Steber • Richard Pánik • Zdeněk Pavelek • Martin Opatovský • Tomáš Vrba • Róbert Tomík • David Květoň • Marek Ivan • Peter Barinka • David Moravec • Erik Hrňa
- Hlavní trenér Pavel Marek • od 1.12.2007 Břetislav Kopřiva